# PalaCarrara
Il PalaCarrara (dal 2025 PalaCarrara-LumoSquare e fino al 18 marzo 2012 noto come PalaFermi), è il palazzetto dello sport di Pistoia ed è situato nella principale zona industriale della città (Sant'Agostino). Attualmente il PalaCarrara è utilizzato per le gare interne e gli allenamenti del Pistoia Basket 2000.

## Storia
Fu costruito nel 1988 per ospitare le partite interne della squadra di pallacanestro Olimpia Basket Pistoia, che l'anno precedente aveva ottenuto la promozione in serie A2.
Nel 2007, in occasione della promozione in Legadue della squadra di pallacanestro Pistoia Basket 2000, beneficiaria dell'impianto, è stato rifatto il parquet ed è stata riorganizzata la curva dedicata ai tifosi ospiti (Curva Firenze), in modo da rispettare le normative di sicurezza. I lavori hanno consentito di ottenere l'omologazione per una capienza di 3.916 posti, di cui circa 400 dedicati alla tifoseria ospite. Al momento della costruzione l'impianto poteva ospitare fino a 5.500 spettatori. Fino al 2005 la struttura era omologata per 5.400 persone, successivamente ridotta per rispettare le normative sulla sicurezza.
Il 18 marzo 2012 è stato intitolato a Mario Carrara, presidente dell'Olimpia Basket Pistoia negli anni ottanta e novanta, prendendo così la denominazione attuale di PalaCarrara.
Nell'estate 2013, in occasione del ritorno in Serie A del Pistoia Basket 2000, il parquet è stato ricolorato e rimesso a nuovo.
Ulteriori lavori di manutenzione al parquet sono stati effettuati ad agosto 2023 per permettere alla squadra di partecipare al campionato di Serie A appena conquistato. 